# اردشیر خزایی
اردشیر خزایی (زاده ۱۳۲۶ نهاوند) دانشمند اهل ایران و شیمیدان برجسته کشور در گرایش آلی است.

## زندگی
اردشیر خزائی زاده ۱۳۲۶ در نهاوند از شهرستان‌های استان همدان است.

«در سال ۲۰۱۰ یکی از مقالات تیم تحقیقاتی ما با معرفی ۷ دارویی که به‌تازگی ساخته شده بودند، ارائه شد و این مقاله در سطح جهانی بازتاب زیادی داشت و تاکنون مورد توجه بسیاری از دانشمندان و محققان قرار گرفته‌است. یکی از پروژه‌های درحال انجام با همکاری دانشگاه علوم پزشکی کرمانشاه تحقیق بر روی ترکیبات دارویی مرتبط با قلب بوده که توانستیم اثر دارو را در موارد بیولوژیکی بالا ببریم و تست‌های بالینی و اولیه این طرح نیز انجام شده‌است. پروژه‌های دیگر، تحقیق بر روی ترکیبات دارویی ضددیابت و داروهای مربوط به سرگیجه بود که آزمایشات بیولوژیکی آن نیز انجام شد. همچنین ساخت و سنتز ترکیبات و کاتالیزورها به‌عنوان واکنشگر در ترکیبات عالی درحال‌حاضر در دست اقدام است.»

اردشیر خزایی در گفتگو با ایسنا

«تجهیزات و امکانات آزمایشگاهی در اغلب دانشگاه‌ها بسیار ضعیف است؛ به‌عنوان مثال دستگاه NMR دانشگاه بوعلی سینا در سال ۶۶ خریداری شده و اکنون بسیار قدیمی، خارج از رده و بدون استفاده است و پژوهشگران و محققان این دانشگاه نمونه‌های خود را برای دستیابی به اطلاعات بیشتر به دانشگاه‌های دیگر در سطح کشور که مجهز به ورژن‌های جدیدتری از این دستگاه هستند، ارسال می‌کنند.
با وجود امکانات ضعیف پژوهشی و تحقیقاتی در کشور دانشجویان و محققان با دل و جان بر روی پروژه‌های پیشنهادشده کار می‌کنند؛ بنابراین ستاد حمایت از پژوهشگران باید بیشتر به این افراد توجه کند. اگر تجهیزات و امکانات بیشتری در اختیار اساتید و محققان در راستای افزایش تولیدات داخلی قرار گیرد، به‌طور قطع وضعیت فعلی کشور تغییر کرده و آینده‌ای درخشان‌تر را در پیش خواهیم داشت.»

اردشیر خزایی در گفتگو با ایسنا

## تحصیلات
دوره متوسطه را در دبیرستان خوارزمی تهران به پایان رسانده و در ۲ مقطع کارشناسی و کارشناسی ارشد به‌عنوان شاگرد اول رشته مهندسی شیمی در دانشگاه ایالتی پیتسبورگ آمریکا فارغ‌التحصیل شد. پس از اتمام دوره کارشناسی ارشد در سال ۱۳۵۶ به ایران برگشت و ابتدا در دانشگاه رازی و سپس در دانشگاه شهید چمران به‌عنوان عضو هیئت علمی مشغول به کار گشت. در سال ۱۳۶۴ برای تحصیل در مقطع دکتری در رشته شیمی آلی- پلیمر عازم دانشگاه منچستر انگلستان شد. پس از اتمام دوره تحصیلی و بازگشت به ایران تا سال ۱۳۷۱ در دانشگاه اهواز مشغول به تدریس بود، سپس راهی دانشگاه بوعلی سینای همدان شد و در سال ۷۵ موفق به دریافت عنوان دانشیاری شده و در سال ۸۰ به درجه استاد تمامی گشت.

## حرفه
اردشیر خزایی عضو هیئت علمی و استاد تمام شیمی آلی دانشگاه بوعلی‌سینا، براساس شاخص‌های پایگاه اساسی علم (ISI - ESI)، در فهرست یک درصد دانشمندان پراستناد دنیا قرار دارد. انتخاب یک درصد برتر دانشمندان برتر جهان در ۲۲ حوزه موضوعی علوم و علوم اجتماعی صورت می‌گیرد و داده‌های مورد استفاده در تحلیل و انتخاب پژوهشگران یک درصد برتر از سامانه شاخص‌های اساسی علم ESI و وب علوم WOS استخراج شده‌است. هر ساله لیست یک درصد دانشمندان برتر جهان توسط مؤسسه Clarivate Analytics اعلام می‌شود. این لیست شامل دانشمندان و محققانی است که در ۱۰ سال گذشته مقالات چاپ شده آنها بیشترین تعداد ارجاع را داشته‌است.
در سال ۷۲ معاونت آموزشی دانشگاه بوعلی سینا، سال ۷۴ تا ۷۶ ریاست دانشگاه لرستان، سال ۸۴ ریاست دانشگاه بوعلی سینا و از سال ۸۷ تا ۹۲ ریاست ریاست دانشگاه پیام نور استان همدان را بر عهده داشت و بیش از ۲۰۰ مقاله با نمایه ISI در مجلات معتبر بین‌المللی به چاپ رسانده‌است. موضوعات ساخت پلیمرها و ترکیبات نانوپلیمر، ساخت مواد دارویی، سنتز ترکیبات کاتالیزوری و ساخت مواد سنتزی مونومری از جمله زمینه‌های پژوهشی-تحقیقاتی وی بوده‌اند.

## افتخارات
در سال ۸۱ به‌عنوان استاد نمونه کشوری و در سال ۹۴ از طرف انجمن شیمی و مهندسی شیمی ایران به‌عنوان استاد برجسته کشوری معرفی و انتخاب شد.
دانش‌پژوهان نباید در میان تلاش و کوشش‌های خود از سرزنش و تحریم بترسند و با توجه به این بیت شعر حافظ که می‌فرماید «در بیابان گر به شوق کعبه خواهی زد قدم، سرزنش‌ها گر کند خار مغیلان غم مخور»، باید با بی‌توجهی به مشکلات به کار خود ادامه دهند تا به موفقیت دست یابند.

### سابقه شغلی
- معاونت آموزشی دانشگاه بوعلی سینا
- ریاست دانشگاه لرستان
- ریاست دانشگاه بوعلی سینا
- ریاست دانشگاه پیام نور همدان